# Theodor Wulf
Theodor Wulf (* 28. Juli 1868 in Hamm; † 19. Juni 1946 in Hallenberg) war ein deutscher Physiker und Jesuit.

## Leben
Neben theologischen und philosophischen Studien studierte er 1901–1904 Physik an der Georg-August-Universität Göttingen. Am Ignatiuskolleg, der Ordenshochschule der Jesuiten in Valkenburg (Niederlande) lehrte er von 1904 bis 1914 und von 1918 bis 1935 Physik. Sein Interesse galt physikalischen Messungen in der Atmosphäre. 1910 nahm er mit einem Elektrometer Messungen der Ionisierung der Luft für mehrere Tage auf dem Eiffelturm in Paris vor und verglich sie mit Messungen auf dem Boden des Turms und auch in Valkenburg. Die gemessene Strahlung nahm in der Höhe auf dem Turm aber weniger ab als erwartet. Dies veranlasste Wulf mit Verweis auf die frühen Ballonexperimente von Alfred Gockel und Karl Bergwitz zu der Annahme, dass es neben der natürlichen Radioaktivität in der Erdrinde noch eine andere Strahlenquelle in den höheren Luftschichten geben müsse.
Wulf veröffentlichte mehrere Monographien.
Er war als Jesuit in der Verwaltung der niederdeutschen Provinz seines Ordens tätig und 1938–1942 Provinzial dieser Provinz.

## Werke (Auswahl)
- Über den Einfluss des Druckes auf die elektromotorische Kraft der Gaselektroden, in: Physikalische Zeitschrift, 10. Jg. 1909, Nr. 5, S. 152–157 (englische Übersetzung)
- Einsteins Relativitätstheorie, Innsbruck 1921
- Lehrbuch der Physik, Freiburg 1926, 2. Auflage 1929
- Elektrostatische Versuche mit Anwendung des Universalelektroskops, Berlin 1928
- Die Schwingungsbewegung, Münster 1931
- Die Faden-Elektrometer, Berlin 1933
- Die Bausteine der Körperwelt. Eine Einführung in die Atomphysik, Berlin 1935